# Khalil al-Zayani
Pour les articles homonymes, voir Zayani.
Khalil Ibrahim al-Zayani (né le 21 mai 1947 à Dammam en Arabie saoudite) est un ancien footballeur international saoudien devenu ensuite entraîneur.
Il a notamment remporté la Coupe d'Asie des nations 1984 avec la sélection saoudienne.

## Biographie

### Carrière de joueur
Né en 1947, al-Zayani n'a porté les couleurs que d'un seul club durant sa carrière au poste d'ailier gauche, celles d'Al Ittifaq. Au sein du club de sa ville natale, Dammam, il remporte la Coupe Crown Prince en 1965 et la Coupe du Roi en 1968. Il a l'honneur de porter les couleurs de l'équipe nationale en 1971. Il raccroche les crampons en 1973 et devient dès la saison suivante l'entraîneur assistant de l'équipe.

### Carrière d'entraîneur
Dès 1976, à 29 ans à peine, il est promu entraîneur principal d'Al Ittifaq. Il reste en poste deux saisons, jusqu'en 1978 avant d'être rappelé à nouveau en 1980. Il gagne ses premiers trophées avec le club durant cette deuxième période sur le banc : championnat national en 1982 puis Coupe du Golfe Persique des clubs l'année suivante. En 1984, un challenge encore plus prestigieux l'attend puisque la fédération saoudienne le choisit pour devenir le premier Saoudien à entraîner l'équipe nationale, à la suite de la démission du Brésilien Mário Zagallo, en poste depuis deux ans.
Après avoir terminé la compétition et amené l'Arabie saoudite sur le podium de la Coupe du Golfe, al-Zayani est du voyage pour Los Angeles où l'équipe saoudienne de football a réussi pour la première fois de son histoire à se qualifier pour le tournoi olympique. La phase finale est un calvaire pour les jeunes Saoudiens, battus trois fois en autant de rencontres par le Brésil, le Maroc et la RFA. En fin d'année, c'est un défi est immense pour al-Zayani qui doit diriger la sélection en phase finale de la Coupe d'Asie des nations 1984. Pour la première participation des Faucons Verts dans une grande compétition internationale, l'ancien joueur d'Al Ittifaq fait sensation en emmenant ses hommes jusqu'au titre continental, après un parcours compliqué mais sérieux, avec notamment une demi-finale tendue face à l'Iran, remportée après la séance de tirs au but. En finale, les Saoudiens battent la Chine sur le score de 2 à 0 et succèdent au palmarès au Koweït, vainqueur quatre ans plus tôt. Par la suite, l'Arabie saoudite n'arrive pas à confirmer son nouveau statut. Elle est rapidement éliminée de la course à la Coupe du monde 1986 et ne termine qu'à la troisième place de la Coupe du Golfe 1986. Al-Zayani quitte son poste pour retrouver le banc d'Al-Ittifaq.
Avec son club de cœur, il remporte à nouveau le championnat en 1987 et enchaîne la saison suivante avec un doublé Coupe du Golfe des clubs-Coupe des clubs champions arabes. C'est son dernier titre d'entraîneur puisqu'après son départ d'Al Ittifaq en 1990, il dirige le club d'Al Qadisiya pendant deux saisons puis revient une quatrième fois à Al Ittifaq entre 1993 et 1996. Il fait une pause de trois ans et après quelques mois sur le banc d'Al Hilal, il achève sa carrière avec un cinquième et dernier mandat dans son club. En 2002, il quitte définitivement le terrain et devient vice-président d'Al Ittifaq, tout en menant de front une carrière de consultant à la télévision.

## Palmarès

### Palmarès de joueur
- Avec Al Ittifaq :
  - Vainqueur de la Coupe Crown Prince en 1965
  - Vainqueur de la Coupe du Roi en 1968

### Palmarès d'entraîneur
- Avec l'équipe d'Arabie saoudite :
  - Vainqueur de la Coupe d'Asie des nations 1984 avec l'Arabie saoudite
- Avec Al Ittifaq :
  - Vainqueur de la Coupe du golfe des clubs champions en 1983 et 1988
  - Vainqueur de la Coupe des clubs champions arabes 1988
  - Champion d'Arabie saoudite en 1982 et 1987